# 道了堂跡
道了堂跡（どうりょうどうあと）とは東京都八王子市鑓水の現在の大塚山公園内にある絹の道（神奈川往還）に関連する文化財である。

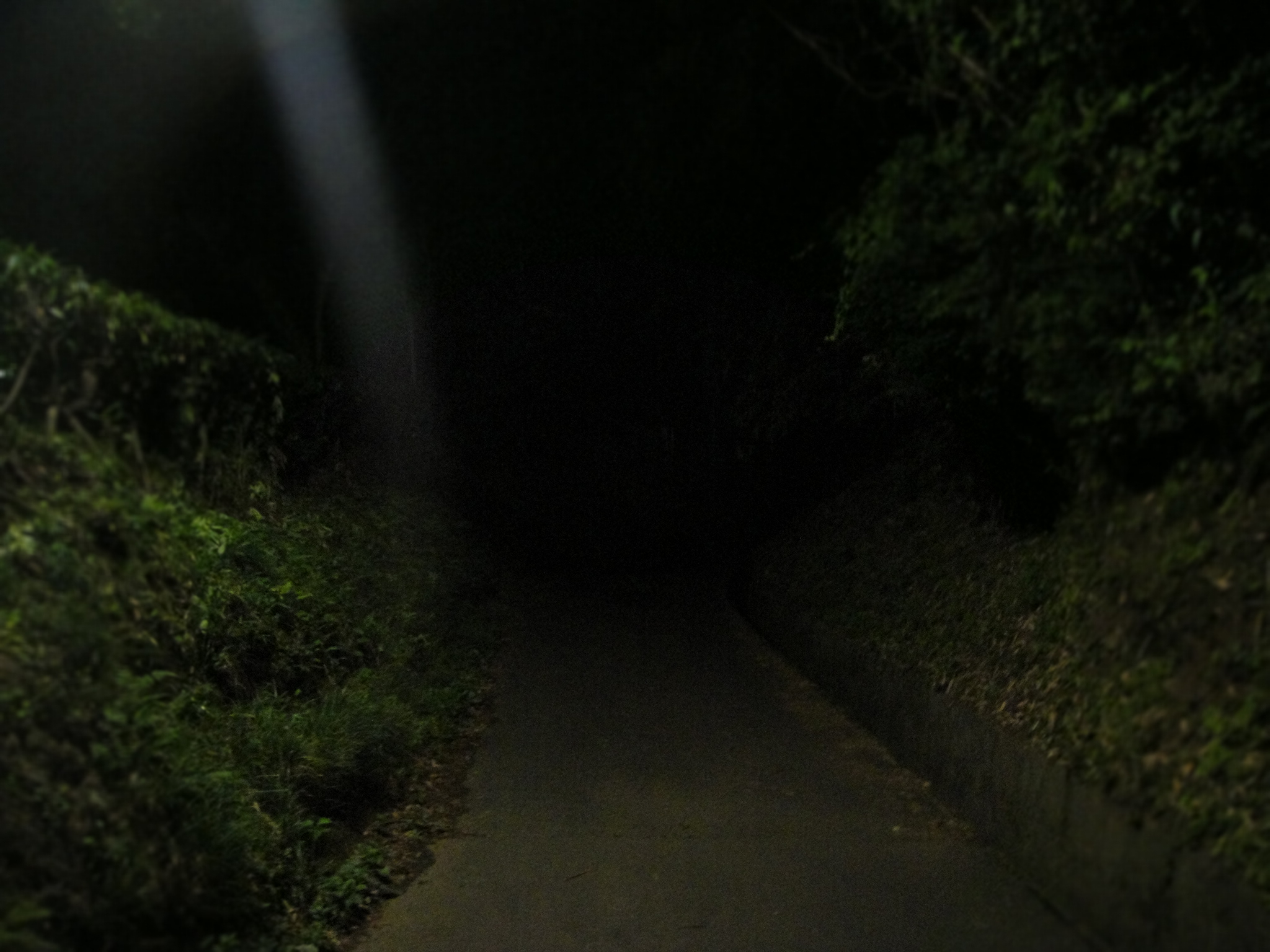
道了堂跡へ続く山道

## 概要
1874年（明治7年）に鑓水商人が浅草花川戸から道了尊を勧請したことが始まりである。1875年（明治8年）には道了堂（正式名称:永泉寺別院曹洞宗大塚山大岳寺）が建立され絹の道の中継地として栄えた。
1908年（明治41年）に横浜鉄道（現JR横浜線）が開通すると絹の道が衰退していき、1963年（昭和38年）9月10日に堂守の女性が殺害された事件があって以降、無住となり堂宇が荒廃した。
その後、1985年（昭和60年）に八王子市が策定した市指定史跡「絹の道」の保全と環境整備を目的とする基本構想により、1986年（昭和61年）に八王子市が堂守の遺族から土地を買収、道了堂は解体された。1990年（平成2年）9月に旧道了堂境内は大塚山公園として整備された。
大塚山公園から絹の道資料館までの未舗装区間は文化庁によって「歴史の道百選」に選定されている。大塚は鑓水の旧小字である。
階段を上ったところにある二基の灯籠は1890年（明治23年）に作られたものである。
稲川淳二による首なし地蔵の怪談で舞台になった場所でもあるが、実際は絹の道や尾根道を辿るハイカーが多く通過し、犬の散歩をする者もいる場所である。ただし夜間は照明が乏しいため、転倒などの事故に注意すべきである。